# Vinny Castilla
Vinicio "Vinny" Castilla Soria (nascido em 4 de julho de 1967) é um ex-jogador mexicano de beisebol profissional que atuou na Major League Baseball como terceira base que jogou seus melhores anos com o Colorado Rockies e Atlanta Braves. Previamente, jogou pelo Atlanta Braves (1991–1992, 2002–2003), Colorado Rockies (1993–1999, 2004, 2006), Tampa Bay Devil Rays (2000–2001), Houston Astros (2001), Washington Nationals (2005) e San Diego Padres (2006). Atualmente serve como assistente especial do gerente geral dos Rockies Jeff Bridich. 